# Carlo Jelardi
Carlo Jelardi (Pago Veiano, 22 marzo 1888 – Roma, 9 aprile 1973) è stato un medico e generale italiano.

## Biografia
Secondo degli otto figli del cavalier Ferdinando e della marchesa Carlotta Polvere Cassitto di Ravello, nonché fratello maggiore del politico Arturo Jelardi, Carlo Alfonso Giuseppe Alfredo Maria Jelardi apparteneva a nobile famiglia di San Marco dei Cavoti, ma nacque in casa del nonno materno il senatore del Regno marchese Nicola Polvere e, compiuti gli studi classici a Benevento presso il Liceo Giannone, s'iscrisse all'università di Napoli laureandosi in Medicina e Chirurgia e specializzandosi poi in oculistica. 
Entrato in Servizio Permanente Effettivo nella Regia Marina Militare Italiana dal 1º dicembre 1912, fece parte del Corpo Sanitario Militare Marittimo e fu Capitano Medico presso l'Ospedale di Taranto, prendendo poi parte alla prima guerra mondiale ove venne decorato con la Croce al Merito, mentre negli anni seguenti, fu insignito di varie altre onorificenze tra cui la medaglia di Guerra 1915-1918, la croce d'oro per i venticinque anni di carriera e la medaglia commemorativa dell'Unità d'Italia.
Negli anni Venti svolse anche la professione medica a Pago Veiano e condusse importanti e pionieristici studi (editi in Germania, a Berlino nel 1931) sull'utilizzo in oculistica della ionoforesi, ossia la somministrazione di un farmaco nell'organismo attraverso l'epidermide, per via transcutanea, anche definita "iniezione senza ago".
Nel 1930, con il grado di Maggiore Medico, prestò servizio all'infermeria autonoma di Castellammare di Stabia, mentre con il grado di Tenente colonnello (1931) e poi Colonnello medico, venne iscritto nei ruoli della Regia Marina con specializzazione in oculistica prestando servizio in infermerie e a bordo di navi da guerra.
Il 31 maggio 1934 con decreto firmato dal Re a Roma venne insignito dell'onorificenza di Cavaliere dell'Ordine della Corona d'Italia, e l'anno successivo di quella di Ufficiale (Decreto Reale, San Rossore 27 ottobre 1935).
Nel 1939 venne designato componente della 2ª Commissione Medica Superiore del Comitato Liquidazioni Pensioni di Guerra presso il Ministero delle Finanze, mentre negli anni a cavallo del secondo conflitto mondiale fu direttore dell'Ospedale Militare Marittimo di Pola, dell'Ospedale Principale della Marina Militare di Taranto e dell'ospedale annesso alla Direzione di Sanità di Napoli (Piedigrotta). 
Al termine della guerra, raggiunse i massimi gradi di maggiore e tenente generale.
Congedatosi per limiti di età, esercitò la professione di medico ed oculista (anche tenendo la condotta ad interim) a San Marco dei Cavoti, paese di origine della sua famiglia paterna, dove visse e lavorò a lungo spesso prestando gratuitamente la propria opera a persone bisognose o a conoscenti, mosso da innata modestia e sentimento religioso tant'è che, dopo aver salvato l'occhio ad un giovane sammarchese, disse alla madre che intendeva pagargli l'onorario: "Non solo il Padre Eterno m'ha guidato per salvare la vista di tuo figlio, e tu vorresti pure che mi facessi pagare?".
Fu sepolto a San Marco dei Cavoti pur essendo morto in Roma ove si era trasferito nel 1966 dopo la morte della moglie Ida Luchini che gli diede due figlie, Laura e Maria Quest'ultima era madre della giornalista televisiva Donatella Raffai che visse l'infanzia e l'adolescenza assieme a lui nella casa di Corso Garibaldi 1.

## Opere
- Jelardi Carlo, La ionoforesi in oftalmoiatria con speciale riguardo alla cura del glaucoma cronico semplice con la pilocarpina (Die Iontophorese in der Augenheilkunde, unter besonderer Berücksichtigung der Behandlung des chronischen), Berlino 1931. e anche in  Annali di medicina  navale, 1930, pp. 477-530.